# Хендрик Аверкамп
Хендрик Аверкамп (на нидерландски: Hendrick Avercamp) е нидерландски художник, един от основоположниците на нидерландската живопис.

## Биография
Роден е през януари 1585 година в Амстердам, недалеч от Nieuwe Kerk (Новата църква). Изучава се при родения в Дания Питер Исакс. По рождение е глухоням, поради което бива назован Немия от Кампен („De Stomme van Campen“), където работи. Той е един от първите пейзажисти на Нидерландския златен век, и остава известен с множеството си зимни пейзажи от околностите на Кампен и бреговете на река Ейсел. Най-старите му запазени творби датират от 1601 година. Картините му имат наситеност на атмосферата и детайлни изображения на хора и животни, и се забелязва влияние от Гилис ван Конингсло и Давид Винкбонс.
Аверкамп умира в Кампен през 1634 година и е погребан в църквата „Св. Николас“ на 15 май.
Кралица Елизабет II притежава голяма колекция от картини на Аверкамп. През 2004 година една от картините му е продадена за $8,68 млн. в Ню Йорк.

## Галерия
- Хора на леда, ок. 1625 г.
- Фигурно пързаляне
- Зимен пейзаж
- Сцена на леда
- Пързалка край града
- Морски пейзаж